# Dickinson W. Richards
Dickinson Woodruff Richards, Jr. (30. října 1895 – 23. února 1973) byl americký fyziolog a lékař, nositel Nobelovy ceny za fyziologii a lékařství za rok 1956. Cena byla udělena za vynález srdeční katetrizace a klasifikaci řady srdečních onemocnění a spolu s Richardsem ji dostali André Cournand a Werner Forssmann.
Dickinson W. Richards působil v laboratořích nemocnice Presbyterian Hospital v New Yorku, od roku 1945 v nemocnici Bellevue Hospital ve stejném městě. Od roku 1947 byl navíc profesorem Kolumbijské univerzity.